# Поляк, Майя
Майя Поляк (хорв. Maja Poljak; род. 2 мая 1983, Сплит, Югославия) — хорватская волейболистка. Центральная блокирующая.

## Биография
Майя Поляк родилась в Сплите в семье баскетболиста Желько Поляка, серебряного призёра чемпионата Европы 1981 в составе сборной Югославии.
В 1998 в 15-летнем возрасте Поляк дебютировала в чемпионате Хорватии, выступая за загребский «Младост». В 2000 году волейболистка уехала в Италию, где играла за команду города Виченца, а с 2003 на протяжении 5 лет выступала за «Фоппапедретти» (Бергамо) — одну из сильнейших итальянских и европейских команд, с которой дважды выигрывала Лигу чемпионов, дважды — чемпионат и Кубок Италии. С 2008 по 2016 годы Майя Поляк играла в Турции за «ТюркТелеком» (Анкара) и стамбульские «Вакыфбанк Гюнеш» и «Эджзаджибаши», в составе которых ещё дважды побеждала в Лиге чемпионов, становилась чемпионкой Турции и выигрывала чемпионат мира среди клубов. На международных клубных соревнованиях Поляк неоднократно признавалась лучшей блокирующей и входила в символические сборные турниров. В 2016—2017 выступала за московское «Динамо», в составе которого стала чемпионкой России. После окончания сезона объявила о завершении игровой карьеры.
В 1999 году на чемпионате Европы в Италии состоялся дебют Майи Поляк в составе сборной Хорватии. Вместе с командой своей страны волейболистка стала обладателем серебряной медали европейского первенства. В ноябре того же года 16-летняя спортсменка в составе сборной Хорватии играла на Кубке мира в Японии. Всего же Поляк выступала на двух чемпионатах мира, семи чемпионатах Европы, одном розыгрыше Кубка мира и одном розыгрыше Гран-при.

### Клубная карьера
- 1998—2000 —  «Младост» (Загреб);
- 2000—2003 —  «Чивидини»/«Минетти» (Виченца);
- 2003—2008 —  «Фоппапедретти» (Бергамо);
- 2008—2009 —  «ТюркТелеком» (Анкара);
- 2009—2011 —  «Вакыфбанк Гюнеш ТюркТелеком» (Стамбул);
- 2011—2016 —  «Эджзаджибаши» (Стамбул);
- 2016—2017 —  «Динамо» (Москва).

## Достижения

### С клубами
- двукратная чемпионка Италии — 2004, 2006;
  - серебряный (2005) и бронзовый (2008) призёр чемпионатов Италии.
- двукратный победитель розыгрышей Кубка Италии — 2006, 2008;
  - двукратный серебряный призёр Кубка Италии — 2004, 2005.
- победитель розыгрыша Суперкубка Италии 2004.
- чемпионка Турции 2012;
  - 3-кратный серебряный (2010, 2011, 2013) и 4-кратный бронзовый (2009, 2014, 2015, 2016) призёр чемпионатов Турции.
- победитель розыгрыша Кубка Турции 2012;
  - двукратный серебряный призёр Кубка Турции — 2010, 2013.
- победитель розыгрыша Суперкубка Турции 2012.
- чемпионка России 2017
- серебряный призёр розыгрыша Кубка России 2016.
- 4-кратный победитель Лиги чемпионов ЕКВ — 2005, 2007, 2011, 2015;
  - бронзовый призёр Лиги чемпионов 2006.
- двукратный победитель розыгрышей Кубка ЕКВ — 2001, 2004.
- чемпионка мира среди клубов 2015.

### Со сборной Хорватии
- серебряный призёр чемпионата Европы 1999.
- участница чемпионатов мира 2010 и 2014.
- участница розыгрыша Кубка мира 1999.
- участница Гран-при 2014.
- участница чемпионатов Европы 2001, 2005, 2009, 2011, 2013, 2015.
- бронзовый призёр Средиземноморских игр 2009.

### Индивидуальные
- Лучшая блокирующая Лиги чемпионов ЕКВ 2005, 2011, 2015 (одна из двух).
- Лучшая блокирующая клубного чемпионата мира 2015 (одна из двух).